# 圣叙尔皮斯代里瓦尔
圣叙尔皮斯-德里瓦尔（法語：Saint-Sulpice-des-Rivoires，法語發音：[sɛ̃ sylpis de ʁivwaʁ]）是法国伊泽尔省的一个市镇，属于拉图尔迪潘区。

## 地理
圣叙尔皮斯-德里瓦尔（45°28'8"N, 5°36'34"E）面积7.16 平方千米，位于法国奥弗涅-罗讷-阿尔卑斯大区伊泽尔省，该省份为法国东南部内陆省份，北起顺时针与安省、萨瓦省、上阿尔卑斯省、德龙省、阿尔代什省、卢瓦尔省和罗讷省。
与圣叙尔皮斯-德里瓦尔接壤的市镇（或旧市镇、城区）包括：比略、马雪、蒙费拉、圣茹瓦尔-昂瓦尔代讷、沃拉讷。
圣叙尔皮斯-德里瓦尔的时区为UTC+01:00、UTC+02:00（夏令时）。

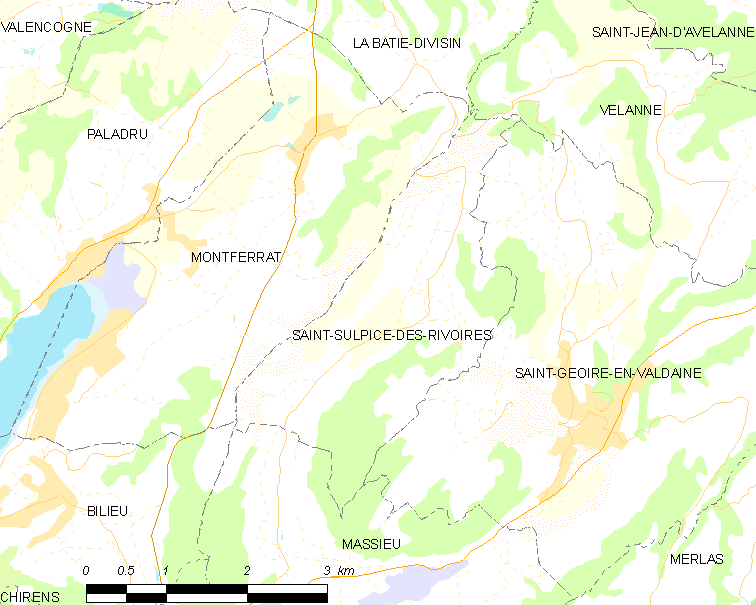
圣叙尔皮斯-德里瓦尔的OSM定位图

## 行政
圣叙尔皮斯-德里瓦尔的邮政编码为38620，INSEE市镇编码为38460。

## 政治
圣叙尔皮斯-德里瓦尔所属的省级选区为大朗斯县。

## 人口

1962-2008年间圣叙尔皮斯-德里瓦尔人口变化图示

圣叙尔皮斯-德里瓦尔于2022年1月1日时的人口数量为427人。